# Barbu Catargiu

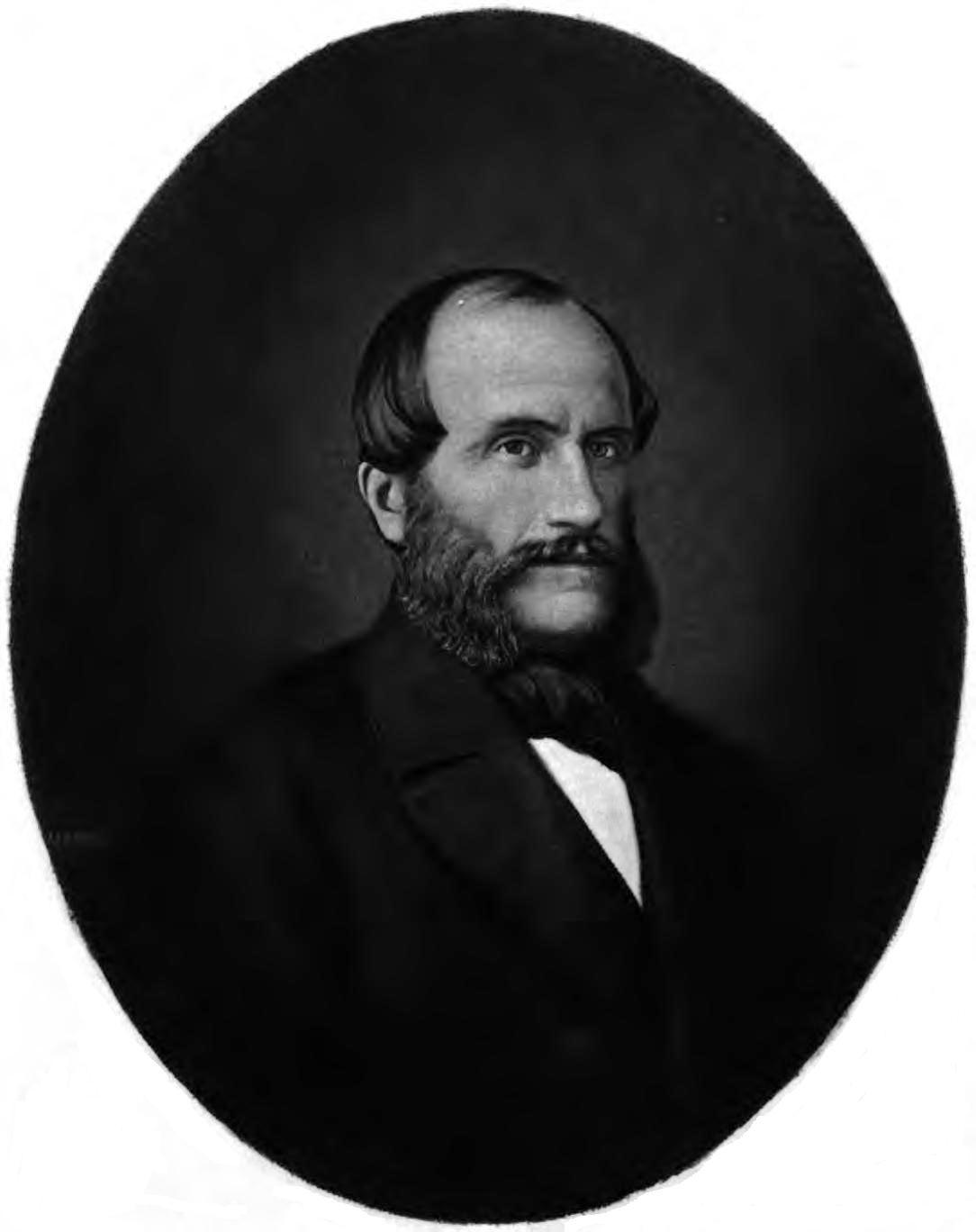
Barbu Catargiu

Barbu Catargiu (* 26. Oktoberjul. / 7. November 1807greg. in Bukarest; †  8. Junijul. / 20. Juni 1862greg. ebenda)  war ein rumänischer Politiker und bis zu seinem Tod Ministerpräsident des Landes.

## Leben
Catargiu war der Sohn des Richters Ștefan Catargiu und Țiței (Stanca) Văcărescu. Nach der Schule  lebte er zwischen 1825 und 1834 im Ausland, hauptsächlich in Frankreich. In Paris studierte er Geschichte, Philosophie und Volkswirtschaft. An der Revolution von 1848 in der Wallachei und dem Fürstentum Moldau beteiligte er sich nicht. Der konservative Politiker war ein guter Redner und ein  Fürsprecher des Bojarenstandes.
Seine Vereidigung als Ministerpräsident erfolgte am 15. Februar 1862. Vier Monate später wurde er am 20. Juni 1862 beim Verlassen einer parlamentarischen Versammlung in Bukarest ermordet. Die Hintergründe der Tat sind bis heute ungeklärt. Als Täter wird heute oftmals Gheorghe Bogati vermutet, der jedoch nie zur Verantwortung gezogen wurde. Auch der damalige Polizeipräsident Bukarests stand im Verdacht, am Attentat beteiligt gewesen zu sein.